# Groupe Lacerda
Le Groupe Lacerda est une importante maison de négoce créée au Brésil au XIXe siècle, devenue à la fin du siècle le plus important exportateur de café dans le port de Santos, qui s'est ensuite développée dans les infrastructures urbaines, les transports et les équipements portuaires.

## Histoire
Le Groupe Lacerda est créé par Antonio de Lacerda (1834-1885), directeur de l'association commerciale de Bahia de 1871 à 1876, et son frère Augusto Frederico de Lacerda (1836-1931). En 1885-1886, le Groupe Lacerda était le plus important exportateur de café dans le port de Santos, avec 0,48 million de sacs, devant deux maisons allemandes, Zerrener Bülow (0,45 million de sacs) et Berla Cotrim (0,24 million de sacs). 
Antonio de Lacerda dirigeait plusieurs compagnies de transports, a été consul au Brésil de la Belgique, du Chili et du Costa Rica. Il est également le concepteur de l'Ascenseur Lacerda. Construit à partir de 1869 et inauguré le 8 décembre 1873, c'est un ascenseur public à Salvador de Bahia, au Brésil, qui constitue l'un des moyens pour relier le port et la ville haute, initialement pour le transport de marchandises, aujourd'hui pour les piétons, ce qui en fait l'un des attraits touristiques les plus emblématiques du pays.
Augusto de Lacerda fut le premier ingénieur originaire Bahia, après avoir obtenu son diplôme aux États-Unis en 1856. Peu après, en 1858, il a repris le Textile "All Saints", devenant copropriétaire avec son frère Antonio de Lacerda et son père, Antonio Francisco de Lacerda. Outre la construction de l'ascenseur, Augusto de Lacerda a travaillé sur l'installation la ligne de tramway urbain reliant le Farol da Barra au centre de Salvador.